# Ernstbach
Der Ernstbach ist ein 12,5 km langer linker Nebenfluss der Wisper im Taunus (Deutschland).

## Geographie

### Verlauf
Der Ernstbach entspringt 500 m nordöstlich von Hof Mappen im Rheingauer Hinterlandswald auf dem Gebiet der Stadt Eltville am Rhein in der Nähe des früheren Rheingauer Gebücks. Wenige Meter unterhalb der Quelle quert er die Gebücklinie und durchfließt auf seinem Weg nach Westen das Gebiet des Hofes Mappen, der nicht mehr zum Rheingau gehört. Anschließend tritt er in den Hinterlandswald ein, den er bis zur Mündung nicht mehr verlässt. Dabei beschreibt er, abweichend von seiner allgemeinen Westrichtung, einen weiten Bogen nach Norden um den Ziemerskopf. Anschließend nimmt er als wichtigsten Zufluss an der Wickersheller Brücke von links den Wickersheller Bach auf.

### Zuflüsse
- Schüsselbach (rechts), 2,5 km
- Braubach (rechts), 1,8 km
- Weltersbach oder Welters-Bach (rechts), 1,4 km
- Wickersheller Bach (links)
- Schmalbach (links), 2,7 km
- Backofengraben oder Backofen-Graben (rechts), 1,0 km
- Wolfsgraben (links), 1,8 km
- Seelbach (rechts), 3,5 km

## Ernstbach-Tal
Das Talsystem des Ernstbachs nimmt den zentralen Teil des Hinterlandswaldes ein. Mit Ausnahme der landwirtschaftlich genutzten Flächen des Hofes Mappen (ca. 50 Hektar) ist das gesamte Einzugsgebiet des Ernstbachs bewaldet und unbewohnt. Es gibt hier keine asphaltierten Wege. Somit bilden das Ernstbachtal und der angrenzende Hinterlandswald eines der größten nicht durch solche Wege zerschnittenen ökologischen Rückzugsgebiete der Tierwelt in Hessen. Da es im ganzen Tal keine eigentlichen touristischen Ausflugsziele gibt, und es weitab der umgebenden touristischen Infrastruktur liegt, ist es, abgesehen von den in der Forstwirtschaft und im Jagdwesen tätigen Personen, menschenleer. Dies wiederum ist, ganz in der Nähe des Ballungsraumes Rhein-Main, eine Sehenswürdigkeit an sich.
Das Tal ist von der Wisperstraße aus zwischen der Lauksburg und der Kammerburg über den Hermannssteg durch einen Forstweg erschlossen, der beim Hof Mappen Anschluss findet an die Hinterlandswaldstraße, die auf der Kammlinie zwischen dem Ernstbachtal und dem Gladbachtal verläuft und nach Hausen vor der Höhe führt.
Obwohl die Niederschlagsmengen im Ernstbachtal eher gering sind – durchschnittlich weniger als 800 mm im Jahr – und der Bach entsprechend wenig Wasser führt, begannen hier 1977 Planungen zum Bau einer Trinkwasser-Talsperre. Durch sie sollte die Wasserversorgung des Rhein-Main-Gebietes sichergestellt werden. Die Planungen wurden jedoch aufgegeben, nicht zuletzt, weil in den Folgejahren die Prognosen zum Wasserverbrauch nach unten korrigiert worden sind.
Das Ernstbachtal gehört zum FFH-Gebiet Wispertaunus.